# Bohuslav III. z Rýzmburka
Bohuslav III. z Rýzmburka (? – 1328?) byl český šlechtic z rodu pánů z Rýzmburka.

## Život
Podle historika Tomáše Velímského se Bohuslav III. narodil jako syn Boreše III. z Rýzmburka. August Sedláček se však domníval, že byl Bohuslav totožný se svým otcem Borešem III. Velímský ovšem připouští, že mohl být Bohuslav mnohdy nazýván i Borešem. Bohuslav poprvé vystupuje na listině z roku 1314, v níž je psáno, že daroval v obci Střimice Lutoldovi de Waldsach poddanskou usedlost v léno se ziskem jedné hřivny ročně. Následujícího roku (1315) Bohuslav potvrdil odprodání dědictví velmože Jindřicha z Jablonce ve Střimicích oseckému klášteru. V roce 1316 Bohuslav udělil v léno ves Svinov svému klientovi Mikuláši Krnošovu z Tuchořic. Roku 1328 Bohuslav svědčil na listině kláštera v Oseku, jíž si chtěl klášter pojistit nabytí dalšího majetku. Bohuslav zemřel patrně roku 1328.
Bohuslavovou sestrou byla možná Kateřina z Rýzmburka zmíněná k roku 1333.